# سنگان (خاش)
سنگان (خاش)، روستایی از توابع بخش مرکزی شهرستان خاش در استان سیستان و بلوچستان ایران است. که بزرگان این روستا یوسف کرد نواده بهروز خان و شیردل که نام پدر یوسف کرد حسن کرد است و سردار ولی محمد کرد که همه ان ها نوادگان حسین کرد شبستری هستد 

## جمعیت
این روستا در دهستان سنگان قرار دارد و براساس سرشماری مرکز آمار ایران در سال ۱۳۸۵، جمعیت آن ۴۷۱ نفر (۹۵خانوار) بوده‌است.